# 墨屋那津子
墨屋 那津子（すみや なつこ）は、元NHKアナウンサー、実業家。
日本女子大学卒業後、NHK入局。NHK金沢放送局→東京アナウンス室　
『NHKニュースおはよう日本』『NHK7時のニュース』などの報道番組のキャスター・リポーターを担当。また、NHKスペシャルや報道特番に携わる。
国際結婚後にNHKを退職し、子育てをしながら医療・美容・食に関する事業会社の会社経営に携わる。
商品開発、メディア戦略、書籍出版などについてのアドバイスやネーミングを行う。
NHKや民放テレビ局でのナレーション、CMナレーターの他、講師、キャリアカウンセラーとして活動。
自身の身体の不調を克服した体験をもとに腸活の知識普及活動に努める。
二男一女がいる。

## 現在の主な活動・肩書
- 日本医療腸育普及協会理事
- TV・CMナレーター
- キャリアカウンセラー、講師
- 冷凍お節料理アドバイザー

## 過去の担当番組
- ニュースウオッチ9 - ナレーター（2016年3月28日 - 2017年3月31日）

## 受賞歴
- NHK金沢放送局 局長賞
  - ドキュメンタリー番組『登校拒否児』（企画取材・撮影・原稿・ナレーション）

## 同期のアナウンサー
- 石井庸子
- 有働由美子
- 黒崎めぐみ
- 武内陶子